# Coppa del Mondo di salto con gli sci 2024
La Coppa del Mondo di salto con gli sci 2024 è stata la quarantaseiesima edizione della manifestazione organizzata dalla Federazione internazionale sci e snowboard, la tredicesima a prevedere un circuito di gare femminili.
La stagione maschile è iniziata il 25 novembre 2023 a Kuusamo, in Finlandia, e si è conclusa il 24 marzo 2024 a Planica, in Slovenia; durante la stagione si sono tenuti a Tauplitz i Campionati mondiali di volo con gli sci 2024, non validi ai fini della Coppa del Mondo il cui calendario ha contemplato dunque un'interruzione nel mese di gennaio. Si sono disputate 32 gare individuali e 6 a squadre, in 21 differenti località: 3 su trampolino normale, 27 su trampolino lungo, 8 su trampolino per il volo. L'austriaco Stefan Kraft ha vinto la Coppa del Mondo generale, il giapponese Ryōyū Kobayashi ha vinto il Torneo dei quattro trampolini e l'austriaco Daniel Huber si è aggiudicato la Coppa del Mondo di volo; il norvegese Halvor Egner Granerud era il detentore uscente sia della Coppa generale, sia del Torneo.
La stagione femminile è iniziata il 2 dicembre 2023 a Lillehammer, in Norvegia, e si è conclusa il 21 marzo 2024 a Planica, in Slovenia. Si sono disputate 24 delle 27 gare individuali in programma e 1 a squadre, in 15 differenti località: 10 su trampolino normale, 13 su trampolino lungo, 1 su trampolino per il volo (inserita per la prima volta nel calendario femminile). La slovena Nika Prevc ha vinto la Coppa del Mondo generale, di cui l'austriaca Eva Pinkelnig era detentrice uscente.
In seguito all'invasione russa dell'Ucraina del 2022, gli atleti russi e bielorussi sono stati esclusi dalle competizioni.

## Uomini

### Risultati
| Data                          | Località               | Nazione     | Trampolino                 | Spec. | Primo                                                                                        | Secondo                                                          | Terzo                                                                          |
| ----------------------------- | ---------------------- | ----------- | -------------------------- | ----- | -------------------------------------------------------------------------------------------- | ---------------------------------------------------------------- | ------------------------------------------------------------------------------ |
| 25 novembre 2023              | Kuusamo                | Finlandia   | Rukatunturi HS142          | LH    | Stefan Kraft                                                                                 | Pius Paschke                                                     | Stephan Leyhe                                                                  |
| 26 novembre 2023              | Kuusamo                | Finlandia   | Rukatunturi HS142          | LH    | Stefan Kraft                                                                                 | Jan Hörl                                                         | Andreas Wellinger                                                              |
| 2 dicembre 2023               | Lillehammer            | Norvegia    | Lysgårdsbakken HS98        | NH    | Stefan Kraft                                                                                 | Andreas Wellinger                                                | Daniel Tschofenig                                                              |
| 3 dicembre 2023               | Lillehammer            | Norvegia    | Lysgårdsbakken HS140       | LH    | Stefan Kraft                                                                                 | Andreas Wellinger                                                | Jan Hörl                                                                       |
| 9 dicembre 2023               | Klingenthal            | Germania    | Vogtland Arena HS140       | LH    | Karl Geiger                                                                                  | Stefan Kraft                                                     | Ryōyū Kobayashi                                                                |
| 10 dicembre 2023              | Klingenthal            | Germania    | Vogtland Arena HS140       | LH    | Karl Geiger                                                                                  | Gregor Deschwanden                                               | Andreas Wellinger                                                              |
| 16 dicembre 2023              | Engelberg              | Svizzera    | Gross-Titlis-Schanze HS140 | LH    | Pius Paschke                                                                                 | Marius Lindvik                                                   | Stefan Kraft                                                                   |
| 17 dicembre 2023              | Engelberg              | Svizzera    | Gross-Titlis-Schanze HS140 | LH    | Stefan Kraft                                                                                 | Jan Hörl                                                         | Pius Paschke                                                                   |
| Torneo dei quattro trampolini |                        |             |                            |       |                                                                                              |                                                                  |                                                                                |
| 29 dicembre 2023              | Oberstdorf             | Germania    | Schattenberg HS137         | LH    | Andreas Wellinger                                                                            | Ryōyū Kobayashi                                                  | Stefan Kraft                                                                   |
| 1º gennaio 2024               | Garmisch-Partenkirchen | Germania    | Große Olympiaschanze HS142 | LH    | Anže Lanišek                                                                                 | Ryōyū Kobayashi                                                  | Andreas Wellinger                                                              |
| 3 gennaio 2024                | Innsbruck              | Austria     | Bergisel HS128             | LH    | Jan Hörl                                                                                     | Ryōyū Kobayashi                                                  | Michael Hayböck                                                                |
| 6 gennaio 2024                | Bischofshofen          | Austria     | Paul Ausserleitner HS142   | LH    | Stefan Kraft                                                                                 | Ryōyū Kobayashi                                                  | Anže Lanišek                                                                   |
| 13 gennaio 2024               | Wisła                  | Polonia     | Malinka HS134              | TL LH | Slovenia Lovro Kos Anže Lanišek                                                              | Austria Manuel Fettner Jan Hörl                                  | Germania Stephan Leyhe Andreas Wellinger                                       |
| 14 gennaio 2024               | Wisła                  | Polonia     | Malinka HS134              | LH    | Ryōyū Kobayashi                                                                              | Stefan Kraft                                                     | Andreas Wellinger                                                              |
| 20 gennaio 2024               | Zakopane               | Polonia     | Wielka Krokiew HS140       | TL LH | Austria Michael Hayböck Manuel Fettner Jan Hörl Stefan Kraft                                 | Slovenia Lovro Kos Domen Prevc Peter Prevc Anže Lanišek          | Germania Pius Paschke Karl Geiger Stephan Leyhe Andreas Wellinger              |
| 21 gennaio 2024               | Zakopane               | Polonia     | Wielka Krokiew HS140       | LH    | Stefan Kraft                                                                                 | Andreas Wellinger                                                | Anže Lanišek                                                                   |
| 3 febbraio 2024               | Willingen              | Germania    | Mühlenkopf HS147           | LH    | Johann André Forfang                                                                         | Ryōyū Kobayashi                                                  | Kristoffer Eriksen Sundal                                                      |
| 4 febbraio 2024               | Willingen              | Germania    | Mühlenkopf HS147           | LH    | Andreas Wellinger                                                                            | Ryōyū Kobayashi                                                  | Gregor Deschwanden                                                             |
| 10 febbraio 2024              | Lake Placid            | Stati Uniti | MacKenzie HS128            | LH    | Lovro Kos                                                                                    | Ryōyū Kobayashi                                                  | Marius Lindvik                                                                 |
| 10 febbraio 2024              | Lake Placid            | Stati Uniti | MacKenzie HS128            | TL LH | Austria Michael Hayböck Stefan Kraft                                                         | Germania Philipp Raimund Andreas Wellinger                       | Norvegia Marius Lindvik Johann André Forfang                                   |
| 11 febbraio 2024              | Lake Placid            | Stati Uniti | MacKenzie HS128            | LH    | Stefan Kraft                                                                                 | Lovro Kos Philipp Raimund                                        |                                                                                |
| 17 febbraio 2024              | Sapporo                | Giappone    | Ōkurayama HS134            | LH    | Stefan Kraft                                                                                 | Ryōyū Kobayashi                                                  | Andreas Wellinger                                                              |
| 18 febbraio 2024              | Sapporo                | Giappone    | Ōkurayama HS134            | LH    | Domen Prevc                                                                                  | Ryōyū Kobayashi                                                  | Kristoffer Eriksen Sundal                                                      |
| 23 febbraio 2024              | Oberstdorf             | Germania    | Heini Klopfer HS235        | TL FH | Slovenia Timi Zajc Domen Prevc                                                               | Norvegia Kristoffer Eriksen Sundal Johann André Forfang          | Austria Michael Hayböck Stefan Kraft                                           |
| 24 febbraio 2024              | Oberstdorf             | Germania    | Heini Klopfer HS235        | FH    | Timi Zajc                                                                                    | Peter Prevc                                                      | Stefan Kraft                                                                   |
| 25 febbraio 2024              | Oberstdorf             | Germania    | Heini Klopfer HS235        | FH    | Stefan Kraft                                                                                 | Peter Prevc                                                      | Ryōyū Kobayashi                                                                |
| 1º marzo 2024                 | Lahti                  | Finlandia   | Salpausselkä HS130         | LH    | Lovro Kos                                                                                    | Andreas Wellinger                                                | Ryōyū Kobayashi                                                                |
| 2 marzo 2024                  | Lahti                  | Finlandia   | Salpausselkä HS130         | TL LH | Norvegia Johann André Forfang Halvor Egner Granerud Kristoffer Eriksen Sundal Marius Lindvik | Austria Daniel Tschofenig Stephan Embacher Jan Hörl Stefan Kraft | Germania Pius Paschke Stephan Leyhe Philipp Raimund Andreas Wellinger          |
| 3 marzo 2024                  | Lahti                  | Finlandia   | Salpausselkä HS130         | LH    | Jan Hörl                                                                                     | Peter Prevc                                                      | Aleksander Zniszczoł                                                           |
| 9 marzo 2024                  | Oslo                   | Norvegia    | Holmenkollen HS134         | LH    | Stefan Kraft                                                                                 | Kristoffer Eriksen Sundal                                        | Jan Hörl                                                                       |
| 10 marzo 2024                 | Oslo                   | Norvegia    | Holmenkollen HS134         | LH    | Johann André Forfang                                                                         | Ryōyū Kobayashi                                                  | Stefan Kraft                                                                   |
| 12 marzo 2024                 | Trondheim              | Norvegia    | Granåsen HS100             | NH    | Ryōyū Kobayashi                                                                              | Peter Prevc                                                      | Jan Hörl                                                                       |
| 13 marzo 2024                 | Trondheim              | Norvegia    | Granåsen HS138             | LH    | Stefan Kraft                                                                                 | Daniel Tschofenig                                                | Jan Hörl                                                                       |
| 17 marzo 2024                 | Vikersund              | Norvegia    | Vikersundbakken HS240      | FH    | Stefan Kraft                                                                                 | Daniel Huber                                                     | Domen Prevc                                                                    |
| 17 marzo 2024                 | Vikersund              | Norvegia    | Vikersundbakken HS240      | FH    | Daniel Huber                                                                                 | Stefan Kraft                                                     | Timi Zajc                                                                      |
| 22 marzo 2024                 | Planica                | Slovenia    | Letalnica HS240            | FH    | Peter Prevc                                                                                  | Daniel Huber                                                     | Johann André Forfang                                                           |
| 23 marzo 2024                 | Planica                | Slovenia    | Letalnica HS240            | TL FH | Austria Daniel Tschofenig Michael Hayböck Stefan Kraft Daniel Huber                          | Slovenia Lovro Kos Domen Prevc Timi Zajc Peter Prevc             | Norvegia Robert Johansson Benjamin Østvold Marius Lindvik Johann André Forfang |
| 24 marzo 2024                 | Planica                | Slovenia    | Letalnica HS240            | FH    | Daniel Huber                                                                                 | Domen Prevc                                                      | Aleksander Zniszczoł                                                           |

Legenda:

NH = trampolino normale

LH = trampolino lungo

FH = volo con gli sci

TL = gara a squadre

### Classifiche

#### Generale

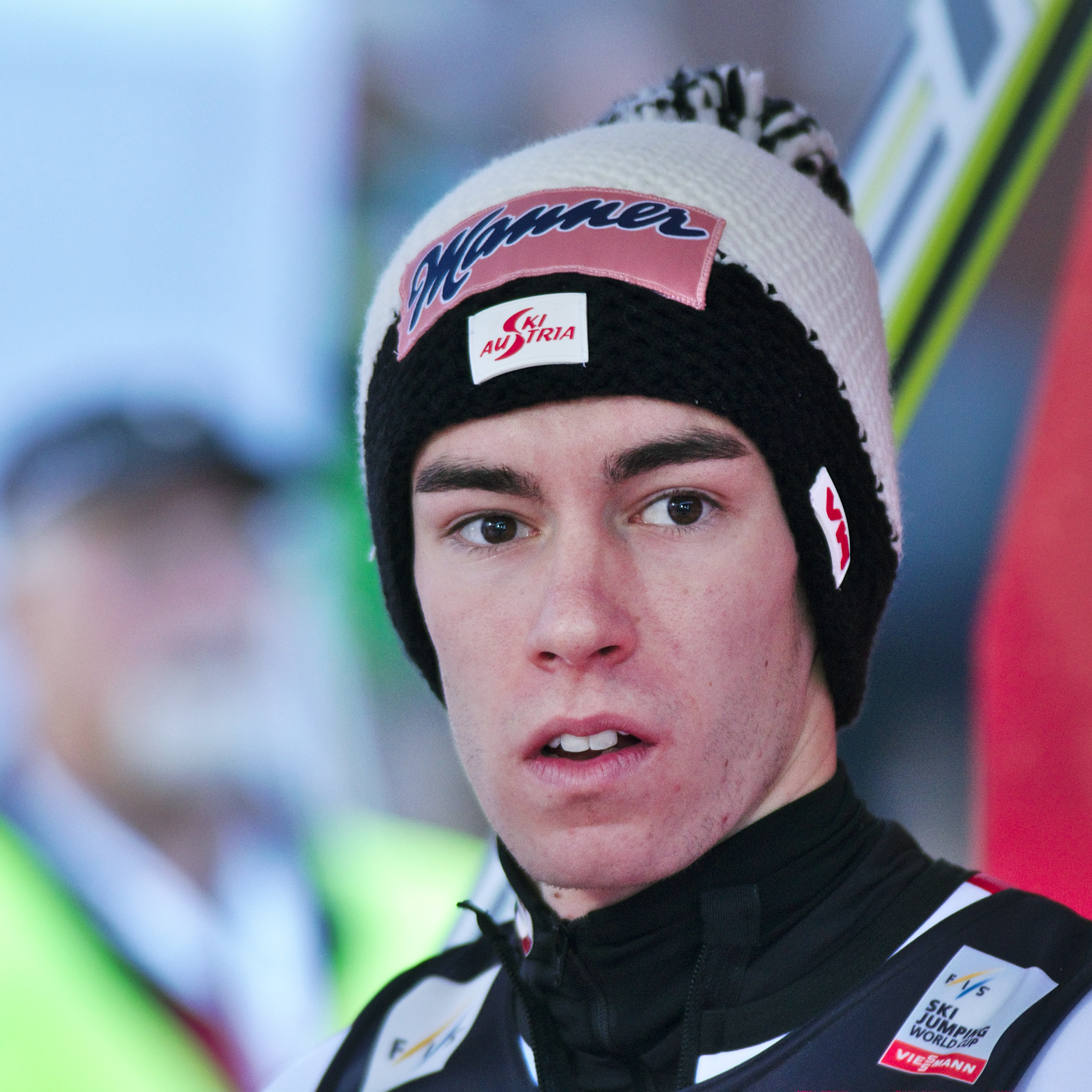
Stefan Kraft nel 2014

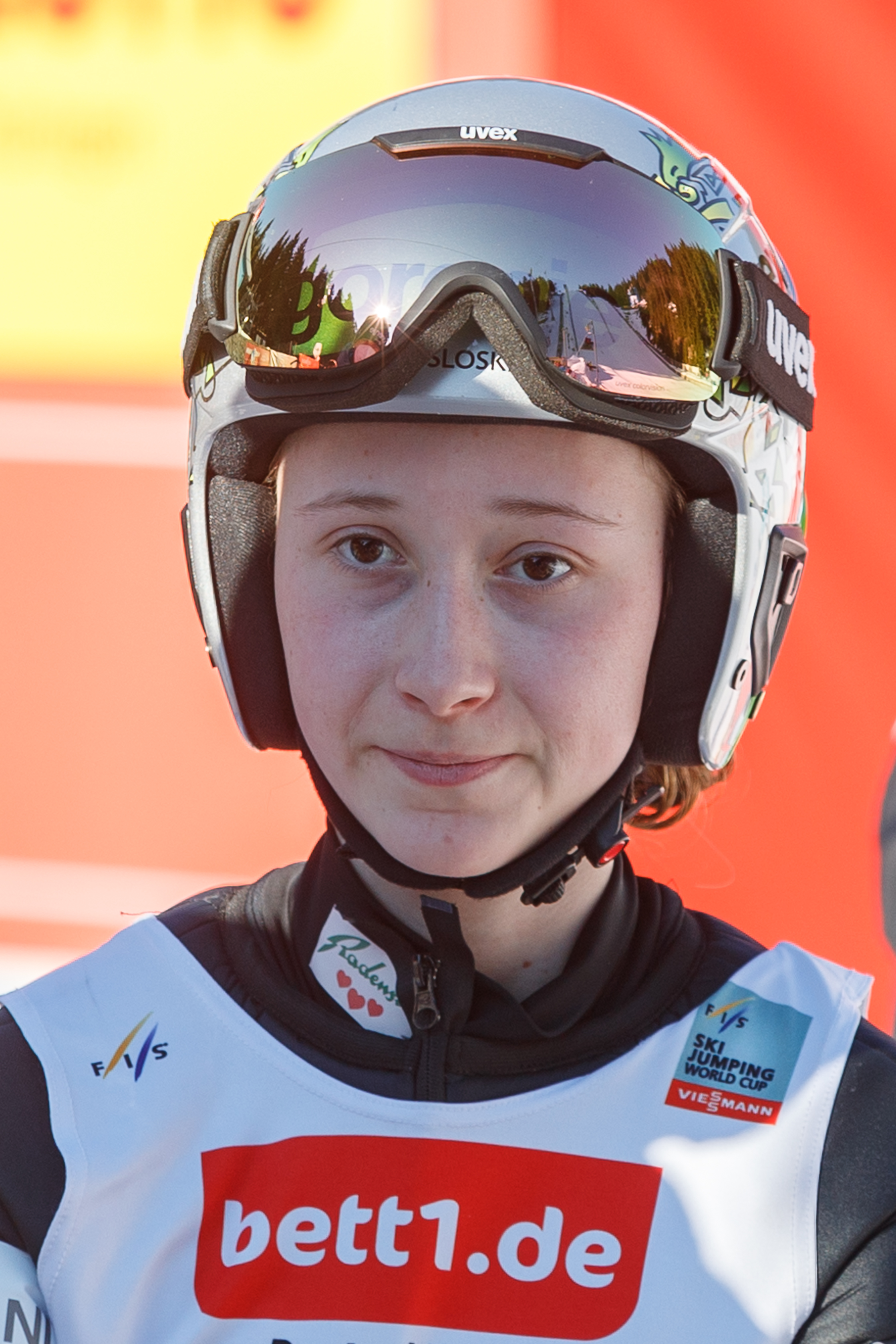
Nika Prevc nel 2022

| Pos. | Nome                 | Nazione  | Punti |
| ---- | -------------------- | -------- | ----- |
| 1    | Stefan Kraft         | Austria  | 2149  |
| 2    | Ryōyū Kobayashi      | Giappone | 1673  |
| 3    | Andreas Wellinger    | Germania | 1488  |
| 4    | Jan Hörl             | Austria  | 1140  |
| 5    | Peter Prevc          | Slovenia | 1071  |
| 6    | Michael Hayböck      | Austria  | 882   |
| 7    | Johann André Forfang | Norvegia | 867   |
| 8    | Marius Lindvik       | Norvegia | 854   |
| 9    | Lovro Kos            | Slovenia | 792   |
| 10   | Pius Paschke         | Germania | 778   |

#### Torneo dei quattro trampolini
| Pos. | Nome              | Nazione  | Punti  |
| ---- | ----------------- | -------- | ------ |
| 1    | Ryōyū Kobayashi   | Giappone | 1145,2 |
| 2    | Andreas Wellinger | Germania | 1120,7 |
| 3    | Stefan Kraft      | Austria  | 1112,7 |
| 4    | Jan Hörl          | Austria  | 1093,5 |
| 5    | Anže Lanišek      | Slovenia | 1089,1 |

#### Volo
| Pos. | Nome         | Nazione  | Punti |
| ---- | ------------ | -------- | ----- |
| 1    | Daniel Huber | Austria  | 429   |
| 2    | Stefan Kraft | Austria  | 426   |
| 3    | Peter Prevc  | Slovenia | 382   |
| 4    | Timi Zajc    | Slovenia | 296   |
| 5    | Domen Prevc  | Slovenia | 270   |

#### Nazioni
| Pos. | Nazione     | Punti |
| ---- | ----------- | ----- |
| 1    | Austria     | 8149  |
| 2    | Slovenia    | 5142  |
| 3    | Germania    | 5022  |
| 4    | Norvegia    | 4360  |
| 5    | Giappone    | 3275  |
| 6    | Polonia     | 2158  |
| 7    | Svizzera    | 898   |
| 8    | Italia      | 633   |
| 9    | Finlandia   | 590   |
| 10   | Stati Uniti | 512   |

## Donne

### Risultati
| Data             | Località               | Nazione   | Trampolino                 | Spec. | Prima                            | Seconda                                  | Terza                                            |
| ---------------- | ---------------------- | --------- | -------------------------- | ----- | -------------------------------- | ---------------------------------------- | ------------------------------------------------ |
| 2 dicembre 2023  | Lillehammer            | Norvegia  | Lysgårdsbakken HS98        | NH    | Yūki Itō                         | Joséphine Pagnier                        | Alexandria Loutitt                               |
| 3 dicembre 2023  | Lillehammer            | Norvegia  | Lysgårdsbakken HS140       | LH    | Joséphine Pagnier                | Alexandria Loutitt                       | Eirin Maria Kvandal                              |
| 15 dicembre 2023 | Engelberg              | Svizzera  | Gross-Titlis-Schanze HS140 | LH    | Joséphine Pagnier                | Alexandria Loutitt                       | Ema Klinec                                       |
| 16 dicembre 2023 | Engelberg              | Svizzera  | Gross-Titlis-Schanze HS140 | LH    | Nika Prevc                       | Ema Klinec                               | Eirin Maria Kvandal                              |
| 30 dicembre 2023 | Garmisch-Partenkirchen | Germania  | Große Olympiaschanze HS142 | LH    | Nika Prevc                       | Eirin Maria Kvandal                      | Abigail Strate                                   |
| 1º gennaio 2024  | Oberstdorf             | Germania  | Schattenberg HS137         | LH    | Eva Pinkelnig                    | Abigail Strate                           | Eirin Maria Kvandal Jacqueline Seifriedsberger   |
| 3 gennaio 2024   | Villaco                | Austria   | Villacher Alpenarena HS98  | NH    | Nika Prevc                       | Eva Pinkelnig                            | Abigail Strate                                   |
| 4 gennaio 2024   | Villaco                | Austria   | Villacher Alpenarena HS98  | NH    | Nika Prevc                       | Eva Pinkelnig                            | Nika Križnar                                     |
| 13 gennaio 2024  | Sapporo                | Giappone  | Ōkurayama HS134            | LH    | Eva Pinkelnig                    | Jenny Rautionaho                         | Eirin Maria Kvandal                              |
| 14 gennaio 2024  | Sapporo                | Giappone  | Ōkurayama HS134            | LH    | Yūki Itō                         | Katharina Althaus                        | Nika Križnar                                     |
| 19 gennaio 2024  | Zaō                    | Giappone  | Yamagata HS102             | NH    | Nika Prevc                       | Yūki Itō                                 | Alexandria Loutitt                               |
| 20 gennaio 2024  | Zaō                    | Giappone  | Yamagata HS102             | TL NH | Slovenia Nika Križnar Nika Prevc | Canada Abigail Strate Alexandria Loutitt | Austria Jacqueline Seifriedsberger Eva Pinkelnig |
| 27 gennaio 2024  | Ljubno                 | Slovenia  | Logarska dolina HS94       | NH    | Eva Pinkelnig                    | Nika Prevc                               | Alexandria Loutitt                               |
| 28 gennaio 2024  | Ljubno                 | Slovenia  | Logarska dolina HS94       | NH    | Nika Prevc                       | Eva Pinkelnig                            | Nika Križnar                                     |
| 3 febbraio 2024  | Willingen              | Germania  | Mühlenkopf HS147           | LH    | Jacqueline Seifriedsberger       | Sara Takanashi                           | Katharina Althaus                                |
| 4 febbraio 2024  | Willingen              | Germania  | Mühlenkopf HS147           | LH    | Silje Opseth                     | Nika Prevc                               | Yūki Itō                                         |
| 17 febbraio 2024 | Râșnov                 | Romania   | Valea Cărbunării HS97      | NH    | annullata                        | annullata                                | annullata                                        |
| 18 febbraio 2024 | Râșnov                 | Romania   | Valea Cărbunării HS97      | NH    | annullata                        | annullata                                | annullata                                        |
| 24 febbraio 2024 | Hinzenbach             | Austria   | Aigner HS90                | NH    | Eva Pinkelnig                    | Jacqueline Seifriedsberger               | Katharina Althaus                                |
| 25 febbraio 2024 | Hinzenbach             | Austria   | Aigner HS90                | NH    | Eva Pinkelnig                    | Nika Prevc                               | Jacqueline Seifriedsberger                       |
| 1º marzo 2024    | Lahti                  | Finlandia | Salpausselkä HS130         | LH    | Nika Križnar                     | Jacqueline Seifriedsberger               | Eva Pinkelnig                                    |
| 9 marzo 2024     | Oslo Holmenkollen      | Norvegia  | Holmenkollen HS134         | LH    | Silje Opseth                     | Katharina Althaus                        | Eirin Maria Kvandal                              |
| 10 marzo 2024    | Oslo Holmenkollen      | Norvegia  | Holmenkollen HS134         | LH    | Eirin Maria Kvandal              | Nika Prevc                               | Eva Pinkelnig                                    |
| 12 marzo 2024    | Trondheim              | Norvegia  | Granåsen HS100             | NH    | Eirin Maria Kvandal              | Eva Pinkelnig                            | Nika Križnar                                     |
| 13 marzo 2024    | Trondheim              | Norvegia  | Granåsen HS138             | LH    | Nika Prevc                       | Eirin Maria Kvandal                      | Eva Pinkelnig                                    |
| 16 marzo 2024    | Vikersund              | Norvegia  | Vikersundbakken HS240      | FH    | annullata                        | annullata                                | annullata                                        |
| 17 marzo 2024    | Vikersund              | Norvegia  | Vikersundbakken HS240      | FH    | Eirin Maria Kvandal              | Silje Opseth                             | Ema Klinec                                       |
| 21 marzo 2024    | Planica                | Slovenia  | Bloudkova velikanka HS102  | NH    | Eva Pinkelnig                    | Alexandria Loutitt                       | Nika Prevc                                       |

Legenda:

NH = trampolino normale

LH = trampolino lungo

FH = volo con gli sci

TL = gara a squadre

### Classifiche

#### Generale
| Pos. | Nome                       | Nazione  | Punti |
| ---- | -------------------------- | -------- | ----- |
| 1    | Nika Prevc                 | Slovenia | 1454  |
| 2    | Eva Pinkelnig              | Austria  | 1305  |
| 3    | Alexandria Loutitt         | Canada   | 1030  |
| 4    | Yūki Itō                   | Giappone | 1018  |
| 5    | Jacqueline Seifriedsberger | Austria  | 935   |
| 6    | Nika Križnar               | Slovenia | 893   |
| 7    | Eirin Maria Kvandal        | Norvegia | 843   |
| 7    | Joséphine Pagnier          | Francia  | 843   |
| 9    | Sara Takanashi             | Giappone | 799   |
| 10   | Katharina Althaus          | Germania | 751   |

#### Nazioni
| Pos. | Nazione   | Punti |
| ---- | --------- | ----- |
| 1    | Austria   | 3891  |
| 2    | Slovenia  | 3442  |
| 3    | Giappone  | 2386  |
| 4    | Norvegia  | 2280  |
| 5    | Germania  | 1967  |
| 6    | Canada    | 1654  |
| 7    | Francia   | 931   |
| 8    | Finlandia | 815   |
| 9    | Italia    | 364   |
| 10   | Rep. Ceca | 193   |